# Maxi Proceso

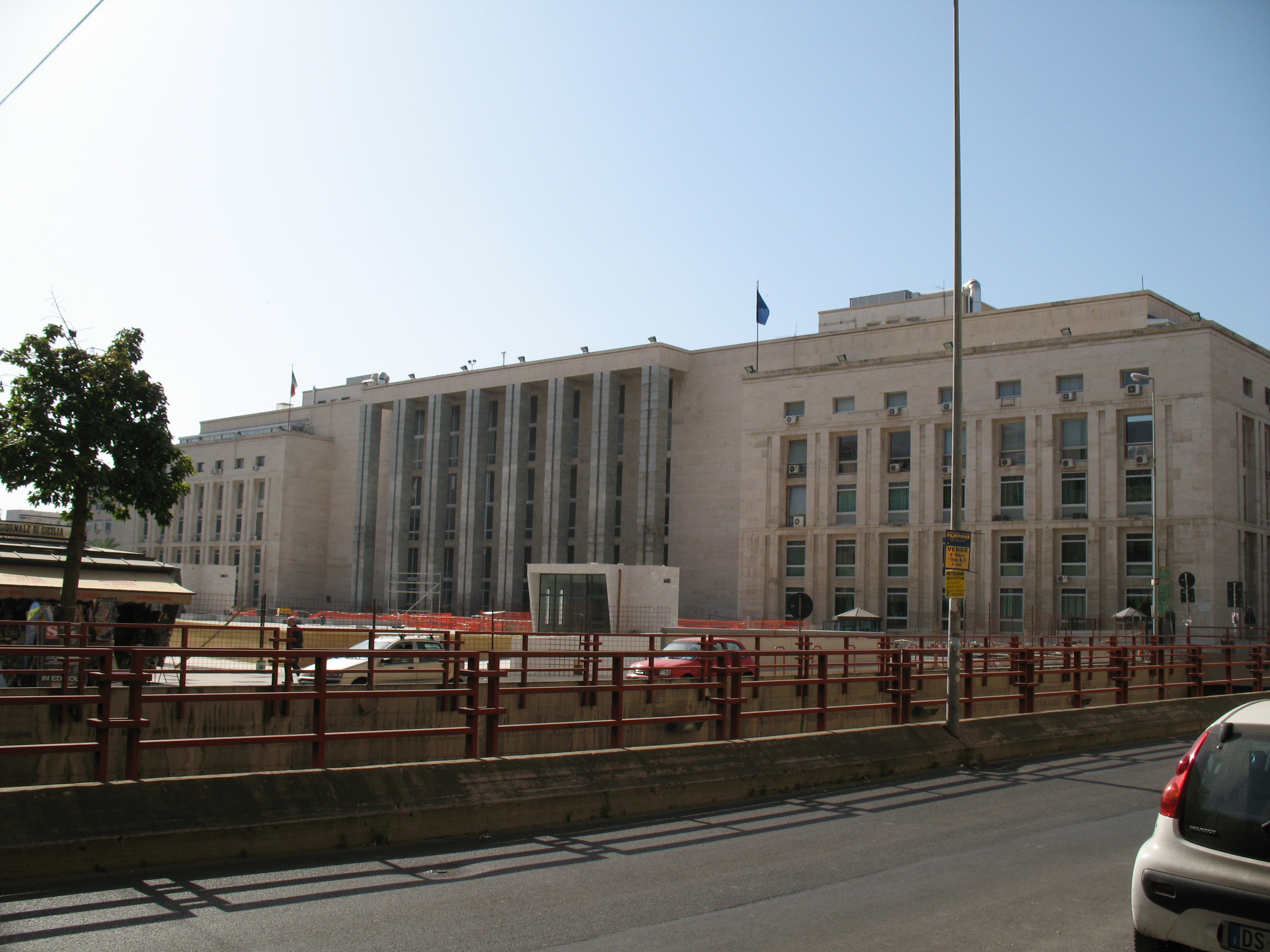
Plaza de la Justicia - Palermo

El Maxi Proceso, escrito también Maxiproceso, Maxi-proceso o Macrojuicio (en italiano: Maxiprocesso) fue un proceso penal que tuvo lugar en la ciudad de Palermo (Sicilia) a mediados de los años 80 en el que fueron declarados culpables cientos de acusados por una multitud de delitos relacionados con actividades mafiosas, basadas principalmente en el testimonio de un antiguo jefe convertido en informante y pentito. El éxito del juicio propició que otros pentiti testificaran en contra de sus antiguos socios. Este proceso habría provocado un notable descenso en el tráfico de estupefacientes y una fractura de la alianza entre las familias mafiosas americanas y sicilianas.

## Precedentes
Durante décadas, la existencia y los crímenes de la mafia habían sido negados por ciertas autoridades, o simplemente se les restaba importancia, a pesar de que la certeza de sus actividades criminales se remontaban al siglo XIX. Esto puede atribuirse en parte a tres particulares métodos utilizados por la mafia para proporcionar un entorno propicio para su inmunidad - pagando a las personas claves, silenciando a sus propios miembros que se volvieran en contra de su propia organización, y amenazando o incluso matando a personas importantes (jueces, abogados, testigos, políticos...). Todo ello se usaba de forma exitosa para anular muchos procesamientos. De hecho, fue solo en 1980 cuando el político comunista Pio La Torre sugirió de manera contundente el hecho de que pertenecer a la mafia fuera considerado un delito per se. La ley solamente entró en vigor al cabo de dos años - después de que La Torre hubiera sido abatido a tiros por hacer esa sugerencia.
Durante la década de 1980, la Segunda guerra de la mafia había sido tan virulenta que el jefe de los corleonesi Salvatore Riina atacó a las demás familias mafiosas, y fueron cometidos cientos de asesinatos, incluidos los de varias autoridades como Carlo Alberto Dalla Chiesa, paladín del antiterrorismo y que había arrestado a los fundadores de las Brigadas Rojas en 1978. La creciente indignación pública por las muertes dio el empuje necesario a los magistrados como Giovanni Falcone y Paolo Borsellino para tratar de golpear más eficazmente una organización criminal muy enraizada en la isla.
Las bases para el Maxi Proceso se llevaron a cabo en la fase de investigación preliminar por parte del Pool Antimafia de Palermo, creado por el juez Rocco Chinnici y constituido por Falcone, Borsellino, Gioacchino Natoli, Giuseppe Di Lello y Leonardo Guarnotta. Después del asesinato de Chinnici en julio de 1983, su sucesor, Antonino Caponnetto, lideró el pool. El Pool Antimafia era un grupo de magistrados que trabajaron juntos de manera unida intercambiando información sobre casos relacionados entre sí y para no focalizar la responsabilidad y evitar que una sola persona al servicio de la ley se convirtiera en un único y solitario objetivo a golpear.

## Ubicación y acusados
Nunca antes en la historia de la mafia habían sido juzgados a tantos mafiosos a la vez. Fueron llamados a juicio un total de 474 acusados, aunque 119 de ellos debieron ser juzgados in absentia, ya que eran fugitivos (Salvatore Riina fue uno de los acusados ausentes).
Entre los presentes se encontraba Luciano Leggio, el predecesor de Riina, quien actuó como su propio abogado, y también Giuseppe "Pippo" Calò y Michele Greco (este último era tío del tristemente célebre asesino Pino Greco).
El Maxi Proceso tuvo lugar en los alrededores de la cárcel palermitana de Ucciardone, en un búnker diseñado y fabricado específicamente para el juicio. El edificio, de forma octagonal, era de hormigón reforzado capaz de soportar los ataques de armas aire-tierra; dentro había celdas en las que aguardaban los imputados subdivididos en grupos. Estuvieron presentes más de seiscientos periodistas, junto con varios policías armados con ametralladoras y un sistema de defensa antiaéreo que estaba pendiente de los acusados y de los malintencionados que quisiesen socavar los esfuerzos de los magistrados.

## El proceso
Después de varios años de planificación, el proceso se inició el 10 de febrero de 1986. El tribunal fue presidido por Alfonso Giordano, flanqueado por dos asesores, uno de los cuales era Piero Grasso, que eran sus "sustitutos", para asegurar la continuidad del procedimiento en el caso de que le hubiera ocurrido algún mal irreparable a Giordano. El fiscal era Giuseppe Ayala. Los cargos atribuidos a los acusados incluían 120 asesinatos, narcotráfico, extorsión y, por supuesto, el nuevo delito de asociación mafiosa.
El juez Giordano se ganó la fama de ser paciente y correcto durante un proceso con tantos acusados. Algunos de ellos se comportaron de una manera perturbadora y bastante peligrosa; uno se cerró la boca con grapas para señalar su rechazo a declarar, otro mostraba signos de demencia, gritando todo el tiempo y enzarzándose en peleas con los guardias, incluso con la camisa de fuerza, y otro amenazaba con cortarse la lengua si no le dejaban leer una declaración.
La mayoría de las pruebas más importantes provenían de Tommaso Buscetta, un mafioso capturado en 1982 en Brasil, país en el que se había refugiado dos años antes como fugitivo, después de escapar a un condena por dos asesinatos. Había perdido a varios familiares durante la guerra mafiosa, entre ellos dos niños, y muchos aliados como Stefano Bontate y Salvatore Inzerillo, y había, por lo tanto, decidido cooperar con los magistrados sicilianos. Los corleonesi continuaron su venganza contra Buscetta matando a varios parientes suyos.
Algunas pruebas fueron presentadas a título póstumo por Leonardo Vitale. A pesar de que Buscetta es considerado el primer pentito (y, ciertamente, fue el primero en ser tomado en serio), en 1973 Leonardo Vitale se había presentado de forma espontánea en una comisaría de Palermo y había confesado pertenecer a una familias mafiosa. Dijo que había cometido muchos crímenes durante su militancia, entre ellos dos asesinatos. También dijo que atravesaba una "crisis espiritual" y sentía remordimientos. Sin embargo, su información, ignorada en gran medida por su comportamiento inusual, incluyendo la automutilación como una forma de penitencia personal, le llevó a ser considerado como un enfermo mental, y sus confesiones detalladas fueron consideradas, por tanto, sin fundamento. Vitale fue internado en un hospital psiquiátrico, y fue puesto en libertad en junio de 1984. Seis meses después sería asesinado.
Muchos asumieron una actitud crítica hacia el Maxi Proceso. Algunos consideraron que los acusados estaban victimizados, como si se tratara de una venganza de los magistrados. El cardenal Salvatore Pappalardo realizó una polémica entrevista en la que decía que el maxiprocesso era "un espectáculo opresivo" y en el que el aborto mataba a más gente que la mafia.
Otros críticos sugirieron que las revelaciones de los informantes - principalmente Buscetta - no eran la manera ideal para juzgar a otras personas, ya que incluso un informante que estuviera sinceramente arrepentido no dejaba de ser un criminal, un asesino y un perjuro, y hubiera podido tener un interés personal en cambiar su testimonio para satisfacer sus necesidades o para completar una venganza personal. También se dijo que un proceso tan vasto, con tantos acusados, no daba garantías constitucionales suficientes a cada uno de ellos como individuos, y que era un intento de "hacer justicia en serie", como escribió un periodista.
Las informaciones que Buscetta proporcionó a los jueces Falcone y Borsellino fueron muy importantes; sirvieron para formar el llamado "teorema de Buscetta" en el sentido que considerar ciertas sus afirmaciones era fundamental para el complejo caso. Buscetta proporcionó una nueva comprensión del funcionamiento de la mafia, y de cómo los grupos clandestinos de poder de la Cupola Siciliana (la Comisión) se pusieron de acuerdo en las políticas que debían adoptar y en los negocios que debían emprender. Por primera vez la mafia fue perseguida como entidad propia, más que como un conjunto de delitos separados.
El día en que el tribunal se retiró para anunciar su fallo, el jefe de la Cúpula de la Cosa Nostra, Michele Greco, se acercó al micrófono y pronunció una sutil frase amenazante dirigida a Giordano: "Su Señoría, les deseo la paz, pues sólo con la paz se puede juzgar. No son palabras mías, sino las del Señor a Moisés."

## La sentencia
El juicio finalizó el 16 de diciembre de 1987, dos años después de su inicio. La sentencia fue leída a las 19:30, y se tardó una hora en leerse completamente.
De los 475 acusados - presentes y no presentes - 360 fueron condenados. Entre los culpables se dividieron 2665 años de penas de prisión, sin incluir las cadenas perpetuas impuestas a los diecinueve líderes de la mafia y a los asesinos, entre ellos Michele Greco, Giuseppe Marchese, Giovan Battista Pullarà e - in absentia - Salvatore Riina, Giuseppe Lucchese Miccichè y Bernardo Provenzano. Solo Lucchese Miccichè fue absuelto de estos delitos en el Tribunal de Casación.
El tribunal no tenía conocimiento de que algunos de los que habían sido condenados in absentia ya estaban muertos en el momento de la sentencia. Entre ellos se encontraban Filippo Marchese, Rosario Riccobono y Pino Greco. Mario Prestifilippo, en cambio, fue encontrado asesinado en la calle mientras la causa penal todavía estaba en curso.
114 acusados fueron absueltos, entre ellos Luciano Leggio, que había sido acusado de ayudar a gestionar la familia mafiosa de los corleonesi desde la prisión, y por haber ordenado el asesinato de Cesare Terranova, que lo había investigado en 1970. El jurado decidió que no había pruebas suficientes, aunque ya estaba cumpliendo cadena perpetua por una condena anterior: moriría en la cárcel seis años más tarde.
Entre los absueltos, dieciocho fueron posteriormente asesinados por la mafia, incluyendo a Antonino Ciulla, quien fue muerto a tiros una hora después de la liberación, mientras regresaba a casa para asistir a una fiesta por su liberación.

## Apelaciones
Fueron anuladas muchas sentencias en el Tribunal de Casación por orden de una sección de la corte presidida por el juez Corrado Carnevale, más tarde también acusado de connivencia con la mafia y finalmente absuelto después de un largo y articulado proceso judicial repleto de alternancias entre condenas y absoluciones (la tesis de la acusación era que, siendo Carnevale cómplice, se diese el control de decidir sobre las absoluciones a la sección que él mismo presidía, gracias a la influencia del político Salvatore Lima).
Carnevale fue apodado por sus detractores como el ammazza-sentenze - "matasentencias" - debido a su tendencia a anular condenas de mafia por defectos de forma. Canceló algunas condenas por tráfico de drogas, por ejemplo, porque las conversaciones interceptadas aportadas como evidencias se refieren a la circulación de "camisas" y "trajes" en lugar de estupefacientes, aunque fuese sabido que a veces algunos traficantes usaban tales nombres en código para referirse a las drogas. También liberó por motivos de mala salud a un mafioso que había sido declarado culpable de asesinato. A pesar de estar a punto, supuestamente, de morir, el mafioso huyó inmediatamente a Brasil con su fortuna y su familia.
En 1989, sólo 60 acusados estaban tras las rejas, varios de ellos residiendo en hospitales penitenciarios, simulando enfermedades imaginarias. Un mafioso condenado tenía una sala de hospital privada para sí mismo y tenía a varios criminales (no mafiosos) como sirvientes, supuestamente mientras sufría de un tumor cerebral del que, sospechosamente, no presentaba ningún síntoma. 
Giovanni Falcone y Paolo Borsellino se quejaron de la cancelación de varias de las condenas impuestas en primera instancia, pero no fueron escuchados: parecía que la cruzada contra la mafia había perdido impulso, y sus opiniones fueron ampliamente ignoradas. Un informante dijo más tarde que la mafia toleró el Maxi Proceso porque asumían que los condenados serían liberados silenciosamente una vez que la opinión pública hubiera perdido el interés por el proceso.

## Epílogo
En enero de 1992, Falcone y Borsellino se encargaron personalmente de las apelaciones restantes del Maxi Proceso. No sólo lograron rechazar muchas solicitudes de apelación, sino que consiguieron anular aquellas absoluciones ya realizadas, por lo que muchos mafiosos que recientemente habían salido de la cárcel, tuvieron que volver y, en muchos casos, por el resto de sus vidas.
Ese verano, Falcone y Borsellino fueron asesinados por medio de coches bomba. Esto llevó a la indignación pública y un resurgimiento de la lucha contra la mafia que debilitó seriamente la organización.
Salvatore Riina  fue finalmente capturado en 1993; otros mafiosos, como Giovanni Brusca, corrieron la misma suerte. Salvatore Lima probablemente habría acabado entre rejas, pero fue asesinado en 1992 por no haber impedido invertir favorablemente los recursos absolutorios a principios de ese año.
Es imposible juzgar si el Maxi Proceso fue un éxito, independientemente de los acontecimientos posteriores. La repercusión del proceso fue el hecho de considerar a la mafia como una organización con sus propias actividades, en lugar de considerarlos como miembros individuales con crímenes aislados (este enfoque fue personificado en los EE. UU. por la ley RICO). Algunos argumentan que revisar las apelaciones anulaba en gran medida el trabajo del macrojuicio, pero, a pesar de que se invirtieran tantos años y la vida de dos jueces, el Maxi Proceso engendró una reacción en cadena que llevó a un debilitamiento significativo de la mafia, y a la captura de los que habían escapado de la red del proceso, como Riina y Brusca, y en 2006 el último padrino de la mafia siciliana, Bernardo Provenzano.